# Région de Kindia
La région de Kindia est une subdivision administrative de la Guinée. La ville de Kindia en est le chef-lieu.

## Géographie
La région est bordée au nord-ouest par la région de Boké, au sud-ouest par l'océan Atlantique et au sud-est par le Sierra Leone. Elle s'étend sur 28 873 km2 soit 11,7 % du territoire national.
| Boké                      | Boké       | Labé       |
| Boké                      | Kindia     | Mamou      |
| Océan Atlantique, Conakry | Nord-Ouest | Nord-Ouest |

## Préfectures
La région de Kindia est constituée de cinq préfectures :
- la préfecture de Coyah ;
- la préfecture de Dubréka ;
- la préfecture de Forécariah ;
- la préfecture de Kindia ;
- la préfecture de Télimélé.